# Mort d'Émile Zola
La mort d'Émile Zola est survenue au matin du 29 septembre 1902 en son domicile du 9e arrondissement de Paris, au 21 bis, rue de Bruxelles, à la suite d'une asphyxie par un gaz survenue durant la nuit précédant la mort, issue d'émanations toxiques produites par sa cheminée. Immédiatement qualifiée d'accident, sa mort n'a cessé de soulever questions et controverses. Zola avait 62 ans.

## Circonstances de mort d'Emile Zola

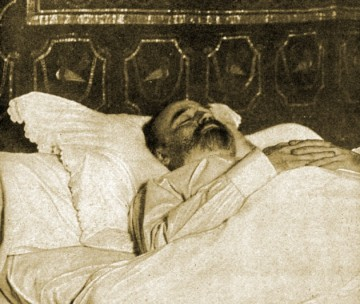
Émile Zola sur son lit de mort au lendemain de son décès.

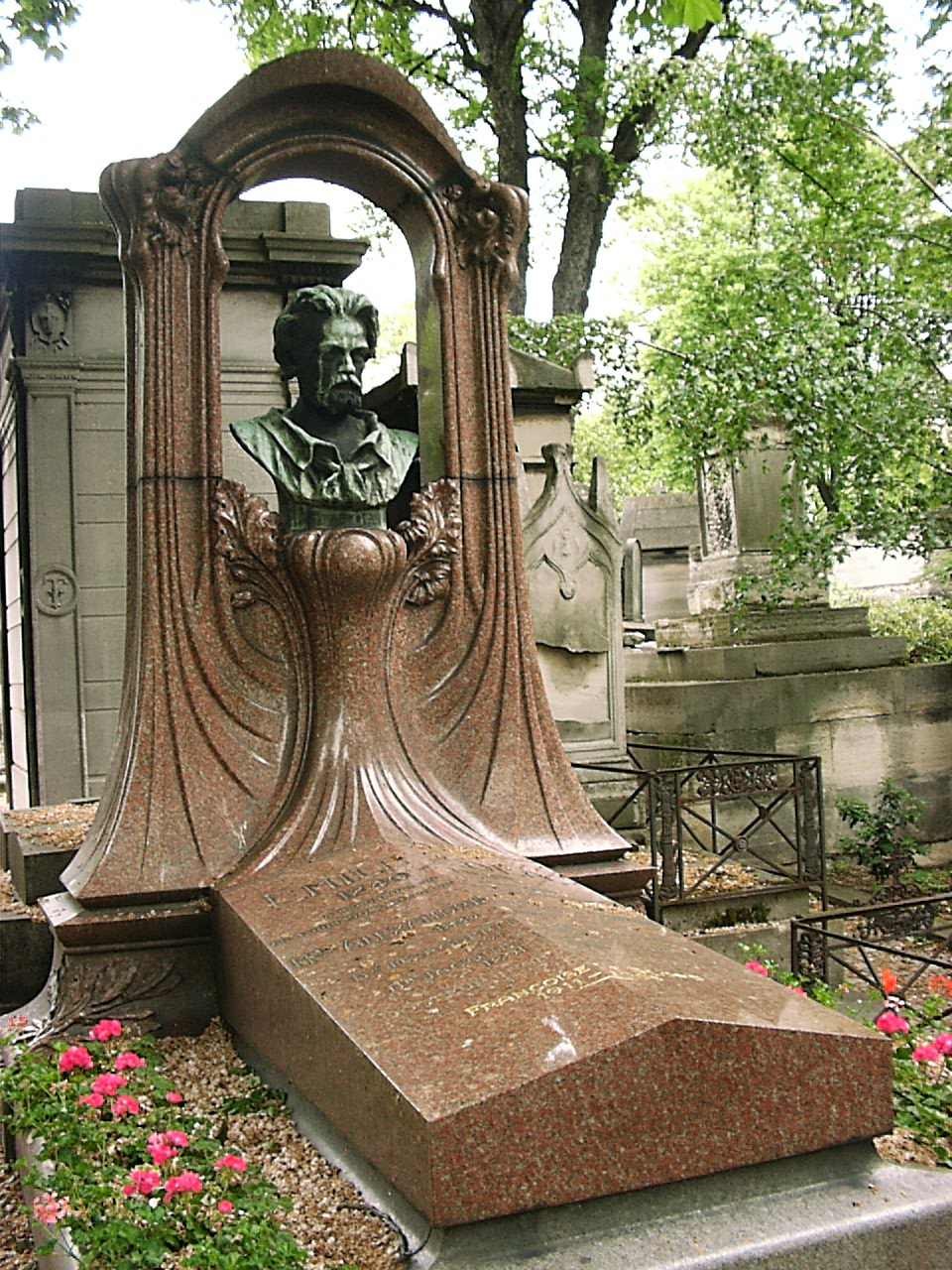
Tombe de Zola au cimetière de Montmartre, où le romancier fut enterré jusqu'en 1908 : monument en porphyre rouge de Frantz Jourdain surmonté d'un buste en bronze de Philippe Solari, inauguré le 21 mars 1904.

Le dernier été d'Émile Zola dans sa maison de Médan fut calme et paisible.
Sans les amis habituellement invités, occupés à d'autres tâches, les Zola ont eu six semaines de solitude, à propos desquelles le romancier écrit : « […] et cela ne m'est pas désagréable, je passe de délicieuses après-midi dans mon jardin, à regarder tout vivre autour de moi. Avec l'âge, je sens tout s'en aller et j'aime tout plus passionnément. »
Le 29 septembre 1902, de retour de Médan à son adresse parisienne, rue de Bruxelles (Paris 9e), Émile Zola et son épouse Alexandrine sont intoxiqués dans la nuit, par la combustion lente et résiduelle d'un feu couvert, produit par la cheminée de leur chambre à coucher. Une flambée, faite avec de petits boulets de charbon (par souci d'économie des « boulets Bernot » moins efficaces que des bûches), avait été prévue pour réchauffer la chambre à coucher pour la soirée, du fait du rafraîchissement des températures de ce début d'automne. Comme la cheminée présentait un problème de semi-obstruction, ayant enfumé la pièce, le valet de chambre, Jules Delahalle, avait laissé le feu s'éteindre dans l'après-midi et refermé la trappe de la cheminée. Dans la nuit, Alexandrine, incommodée par les émanations toxiques, parvient à s'extraire de la chambre un moment, puis revient. Elle a dit avoir proposé à l'écrivain de réveiller les domestiques, mais Zola, qui semble avoir cru à une intoxication d'ordre alimentaire, lui demande de ne pas le faire, pour ne pas les déranger pour rien. « Demain, nous serons guéris. » lui dit-il en guise d'ultimes paroles. Alexandrine se rappelle l'avoir vu, affaissé sur une chaise, puis plus rien.
Après avoir enfoncé la porte de la chambre du couple, les secours trouvent Zola inanimé, encore tiède, étendu sur le plancher de la chambre à coucher. Le docteur Rabion, mandé en hâte, et le docteur Lenormand, médecin du commissariat de police, ne purent que constater la mort de l'écrivain. Ils tentent de le ranimer par respiration artificielle et traction de la langue, mais il est trop tard. Il aurait ainsi absorbé une plus forte dose de « gaz carbonique et d'acide carbonique » que son épouse, ce gaz étant plus lourd que l'air, stagnant au ras du sol. Émile Zola décède officiellement vers 9 h du matin. En revanche, son épouse, après avoir reçu quelques soins, survit et est dirigée vers la clinique du docteur Deffaut.

## Réactions à la mort d'Émile Zola

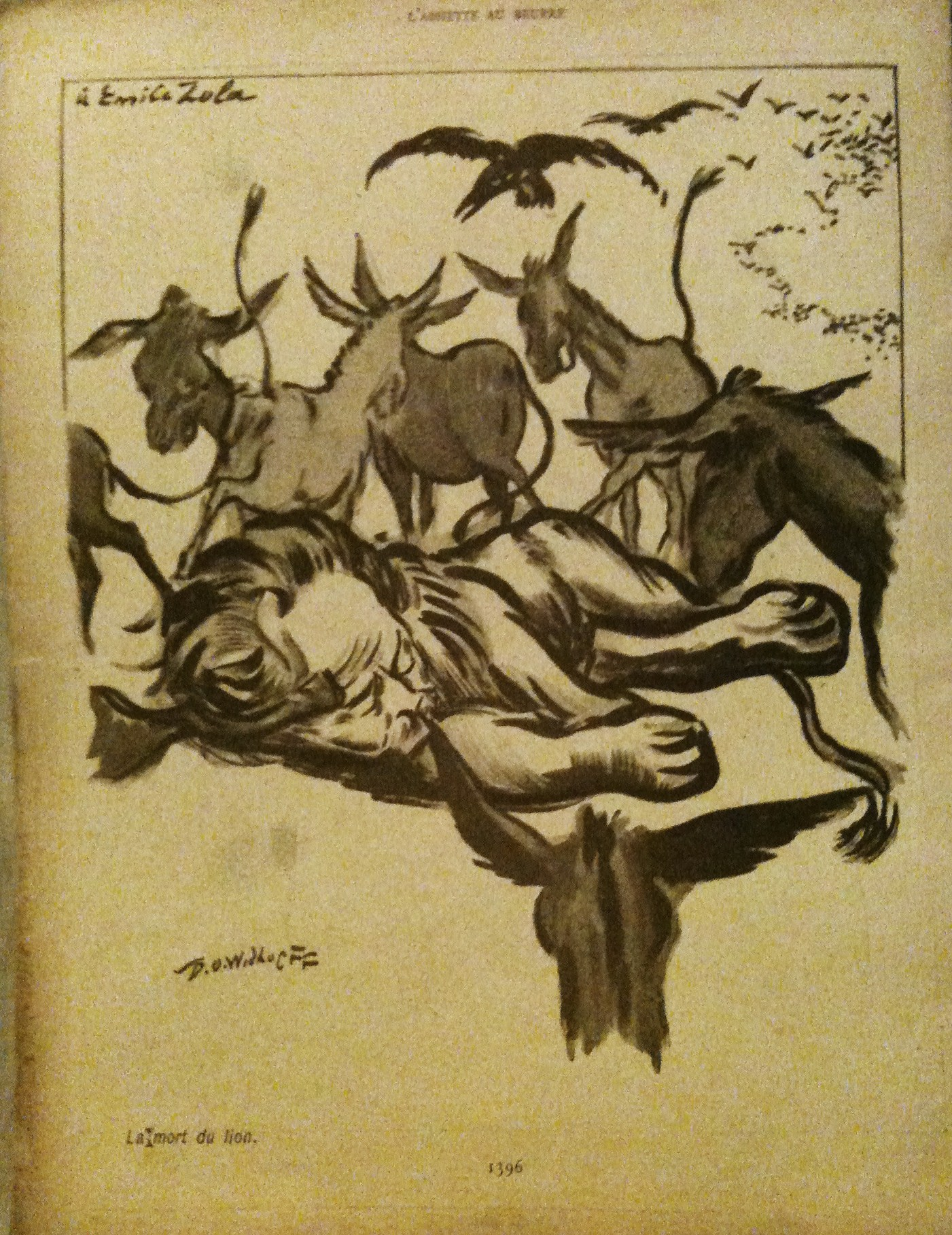
« La mort du lion », hommage de David Widhopff (L'Assiette au beurre, 1 novembre 1902.

Le retentissement de la mort d'Émile Zola est immense. Tout d'abord chez les proches, qui se précipitent au domicile pour tenter de comprendre ce malheur inattendu.
Fernand Desmoulin, Fasquelle, Charpentier, Maurice Le Blond, Octave Mirbeau, Théodore Duret, ainsi qu'Alfred Dreyfus et Georges Picquart viennent rendre un dernier hommage à l'écrivain.
La presse se fait l'écho de l'émotion qui gagne la population entière en rendant un hommage quasi unanime à l'auteur de « J'Accuse… ! ». L'Aurore, journal dans lequel paraît au même moment le nouveau roman de Zola en feuilleton, Vérité, arbore un liseré noir en signe de deuil. Le Figaro, en première page, affirme la fin des grands auteurs après les disparitions de Gustave Flaubert et d'Alphonse Daudet.
La presse nationaliste et antisémite exulte. La Libre Parole, journal antisémite de Drumont, titre : Un fait divers naturaliste : Zola asphyxié. Le journal La Croix publie un article insidieux qui laisse entendre que Zola s'est peut-être suicidé.
L'émotion gagne l'étranger. La presse étrangère, russe, germanique, britannique, américaine, se fait largement l'écho du drame et célèbre l'écrivain français disparu. De nombreuses cérémonies ont lieu en mémoire du romancier. L'hommage international est unanime.

## Les obsèques
Les obsèques sont repoussées du fait de l'hospitalisation d'Alexandrine Zola, et on décide d'embaumer le corps du défunt afin de le préserver. Alfred Dreyfus accourt immédiatement au domicile de Zola dès l'annonce de la mort de l'écrivain, bouleversé. Alexandrine lui demande de ne pas assister aux obsèques, mais revient sur sa décision, alors que Dreyfus intervient de manière décisive afin qu'Anatole France prononce une oraison funèbre. Au cours des obsèques au cimetière de Montmartre, une délégation de mineurs de Denain, une cité du Nord, défile devant la tombe en scandant « Germinal ». 
Anatole France, qui avait insisté pour évoquer toutes les facettes de l'écrivain, y compris ses combats pour la justice, lit sa célèbre oraison à l'auteur de « J'Accuse… ! » :

« Devant rappeler la lutte entreprise par Zola pour la justice et la vérité, m'est-il possible de garder le silence sur ces hommes acharnés à la ruine d'un innocent et qui, se sentant perdus s'il était sauvé, l'accablaient avec l'audace désespérée de la peur ? 

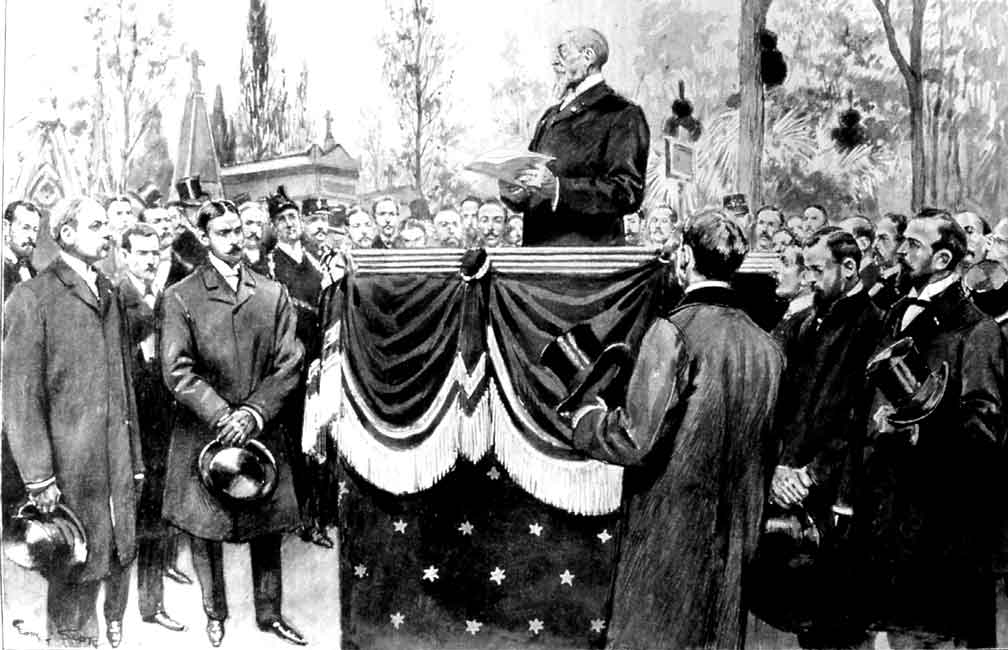
Portrait d'Anatole France, ami de l'écrivain, lisant son oraison funèbre à Émile Zola.

Comment les écarter de votre vue, alors que je dois vous montrer Zola se dressant, faible et désarmé devant eux ? 

Puis-je taire leurs mensonges ?
Ce serait taire sa droiture héroïque. 

Puis-je taire leurs crimes ?
Ce serait taire sa vertu.

Puis-je taire les outrages et les calomnies dont ils l'ont poursuivi ?
Ce serait taire sa récompense et ses honneurs.

Puis-je taire leur honte ?
Ce serait taire sa gloire.

Non, je parlerai. 

Envions-le : il a honoré sa patrie et le monde par une œuvre immense et un grand acte. 

Envions-le, sa destinée et son cœur lui firent le sort le plus grand. 

Il fut un moment de la conscience humaine. »

## L'enquête sur la mort d'Émile Zola
Dès le 29 septembre 1902, jour de la mort d'Émile Zola, une instruction est ouverte par le juge Joseph Bourrouillou, avec la nomination d'un groupe d'experts, outre le Dr Charles Vibert qui effectue l'autopsie de l'écrivain. 
L'enquête semble avoir été menée dans un contexte où à la fois la famille, et les autorités, ont cherché à clore au plus tôt les recherches afin d'éviter toute polémique. Ainsi dès les rapports initiaux, le commissaire Cornette parle d'un accident, avant même le début de l'enquête. 
L'autopsie, effectuée le 30 septembre, conclut à « une asphyxie par le gaz oxyde de carbone, ainsi que le prouve l'analyse spectroscopique du sang de l'écrivain. » Les autres hypothèses évoquées dès le 29 septembre, suicide du romancier ou intoxication alimentaire, sont donc totalement écartées. Des expériences sont réalisées par les experts dans la chambre de Zola, dans le but de reproduire les conditions physico-chimiques ayant provoqué le décès du romancier, mais sans résultat. Les cobayes laissés dans la chambre les 8 et 12 octobre sont retrouvés encore vivants (sauf deux oiseaux) le lendemain matin. Les experts notent qu'un feu avait été allumé en juin, sans que des problèmes ne soient survenus, du fait de l'obstruction éventuelle du conduit de la cheminée.
Par conséquent, la cheminée se serait bouchée pendant l'été à cause des trépidations de la rue pavée en bois dues aux hippomobiles. Ainsi, malgré un certain nombre de contradictions, le juge Bourrouillou valide la thèse de l'accident le 13 janvier 1903.

## Hypothèse d'un assassinat
Le caractère subit et inattendu de la disparition d'Émile Zola avait ouvert la voie à des explications plus ou moins farfelues. Les milieux anti-dreyfusards et nationalistes ont rapidement propagé la légende du suicide. Bien que très peu exprimée sur le moment, la possibilité que le décès de Zola soit intentionnel était dans tous les esprits. Les menaces constantes, au travers de courriers anonymes, et les attaques dont le romancier était l'objet dans la presse, ont fait immédiatement penser à l'assassinat. Mais l'aspect catégorique des conclusions de l'enquête, basée sur des faits scientifiques, a rapidement éteint les interrogations. De sorte que même si des rumeurs sortaient de temps à autre, l'explication officielle, l'accident, a été maintenue pendant cinquante ans.

### Témoignage de Pierre Hacquin
En 1953, à l'occasion du cinquantenaire de la disparition de l'écrivain, le journal Libération fait paraître une série d'articles titrés : Zola a-t-il été assassiné ?. Jean Bedel y révèle les déclarations de Pierre Hacquin, pharmacien qui affirme avoir connu le responsable de l'assassinat d'Émile Zola, lequel lui a fait des confidences dans le compartiment d'un train de banlieue en 1928.
L'homme en question, Henri Buronfosse (1874-1928), était fumiste, c'est-à-dire ramoneur, et aurait bouché le conduit de cheminée de l'écrivain la veille de sa mort alors qu'il travaillait sur une cheminée voisine. Dès le lendemain matin, il aurait réalisé l'opération inverse sans avoir été aperçu. Les deux hommes, Hacquin et Buronfosse, s'étaient connus dans le cadre d'actions militantes nationalistes. Buronfosse avait été cadre de la Ligue des patriotes, mouvement fondé par Paul Déroulède, tout à fait dans la mouvance ayant condamné l'engagement d'Émile Zola dans l'affaire Dreyfus. Mais la thèse se heurte à plusieurs difficultés, la première étant que le témoignage relaté est indirect et invérifiable, et d'autre part qu'il suppose une complicité avec le domestique des Zola, Jules Delahalle. Ce dernier ne pouvant être suspecté devant l'attachement qu'il n'a cessé de porter à l'écrivain.

## Zola au Panthéon

### Les débats parlementaires

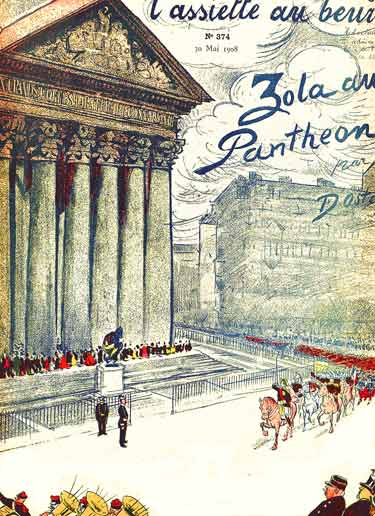
Dessin sur la une de L'Assiette au Beurre du 30 mai 1908.

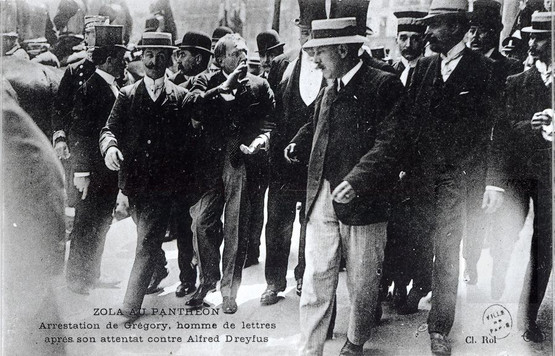
Arrestation du journaliste Grégori, qui vient de tirer sur Alfred Dreyfus au Panthéon.

Les cendres de Zola ont été transférées au Panthéon le 4 juin 1908, après une longue et homérique bataille politique.
C'est le 13 juillet 1906, peu après l'annulation de la condamnation de Dreyfus par la Cour de cassation, qu'est votée, par 316 voix contre 165 au terme d'une courte discussion, la loi demandant la translation des cendres de Zola au Panthéon. Des sénateurs nationalistes ont en revanche tenté de s'y opposer en obtenant d'abord le report du débat prévu le 20 novembre 1906 au 11 décembre 1906 puis en tentant de faire rejeter cette loi adoptée grâce à l'autorité de Georges Clemenceau par 155 voix contre 105 le 15 décembre 1906. Dans le contexte encore extrêmement passionnel lié à l'affaire Dreyfus, le débat rebondit en ardeur le 19 mars 1908 quand il s'agit d'accorder les crédits nécessaires au transfert des cendres. Le débat parlementaire est marqué par une violente charge de Maurice Barrès à laquelle répond Jean Jaurès. 
Barrès attaque d'entrée : « Messieurs, on nous demande 35 000 francs pour porter Zola au Panthéon. Je crois que nous n'aurons jamais une meilleure occasion de faire des économies. », provoque les radicaux avec « L'homme que vous allez canoniser […] », enchaîne avec son approbation des propos du sénateur René Bérenger qui stigmatisait « un auteur qui a avili son talent par de honteuses et habituelles obscénités » et attaque son œuvre « […] j'ai le droit de constater, ce qui est de toute évidence, qu'il y avait chez M. Zola une préoccupation basse et pornographique. » Pour s'en prendre à l'auteur de J'accuse… !, il taxe Zola d'opportunisme : « Rassasié de succès de librairie, il rêvait de plus vastes triomphes. Il vit, dans une affaire qui se présentait devant lui et qui satisfaisait évidemment ses convictions, l'occasion d'entrer dans la vie active. Il disait : « Je vois la voiture, j'y monte ! », et il engageait ses amis de lettres à y monter avec lui. » De manière surprenante, il fait l'éloge d'Hugo dont la panthéonisation est encore dans les mémoires, en déclarant que « […] son œuvre immense est un vaste foyer d'enthousiasme. »

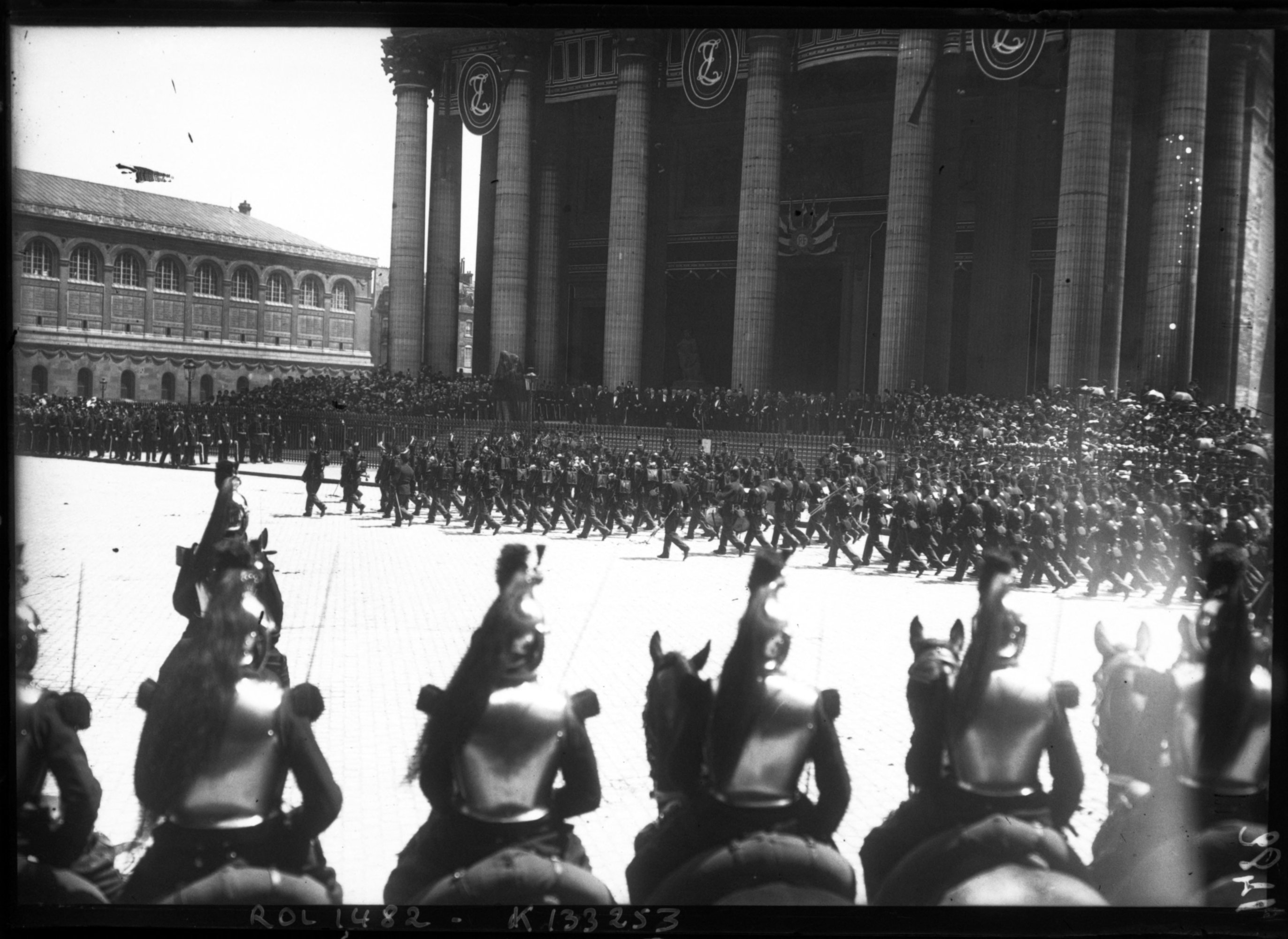
Cérémonie de transfert au Panthéon.

Le rapporteur Louis Buyat répond à Barrès sur le prétendu antipatriotisme, expliquant son livre La Débâcle par les mots mêmes de l'auteur : « D'abord, dire la vérité sur l'effroyable catastrophe dont la France a failli mourir. […] Tout en ne cachant rien, j'ai voulu expliquer nos désastres » puis concluant par : « Je tenais à apporter cette citation ; c'est vraiment un moyen facile de venir dénoncer ici Émile Zola comme antipatriote, alors qu'au contraire cette lettre indique sa constante préoccupation d'éviter à son pays les retours de l'histoire. » Jean Jaurès reprend Hugo pour défendre l'unité de l'écrivain et de l'auteur de J'accuse… ! : « je dois faire pour l'honneur de l'art lui-même la preuve que nous ne sommes pas des dilettantes et des virtuoses et que la vérité que nous voulions mettre dans notre œuvre, nous voulions la mettre dans notre vie. » Après avoir ironisé sur le surprenant hommage de Barrès à Hugo, maître du romantisme, courant honni par ses amis comme Maurras, Jaurès conclut : « La gloire de Zola, son honneur, de n'avoir pu concevoir l'art à la façon de M. Barrès, comme  une sorte d'étang mélancolique et trouble, mais comme un grand fleuve qui emporte avec lui tous les mélanges de la vie, toutes les audaces de la réalité. » Le ministre de l'Instruction publique et des Beaux-Arts Gaston Doumergue enfonce le clou et réplique de nouveau à Barrès sur le prétendu opportunisme de Zola en 1898 : « D'après M. Barrès, Émile Zola a vu passer une voiture qui pouvait, croyait-il le conduire à cette popularité et il y est monté. A-t-on oublié — nos souvenirs sont plus précis — qu'à ce moment le nombre de ceux qui avaient pris place dans cette voiture était fort restreint et que celle-ci ne paraissait pas précisément conduire à la popularité ? A-t-il oublié le danger, les périls qu'il y avait à voyager ainsi ? ». Le vote donnera 356 voix pour ce projet de loi contre 164 (chiffre annoncé en séance), le résultat officiel après rectifications étant de 344 contre 144.

### Le transfert

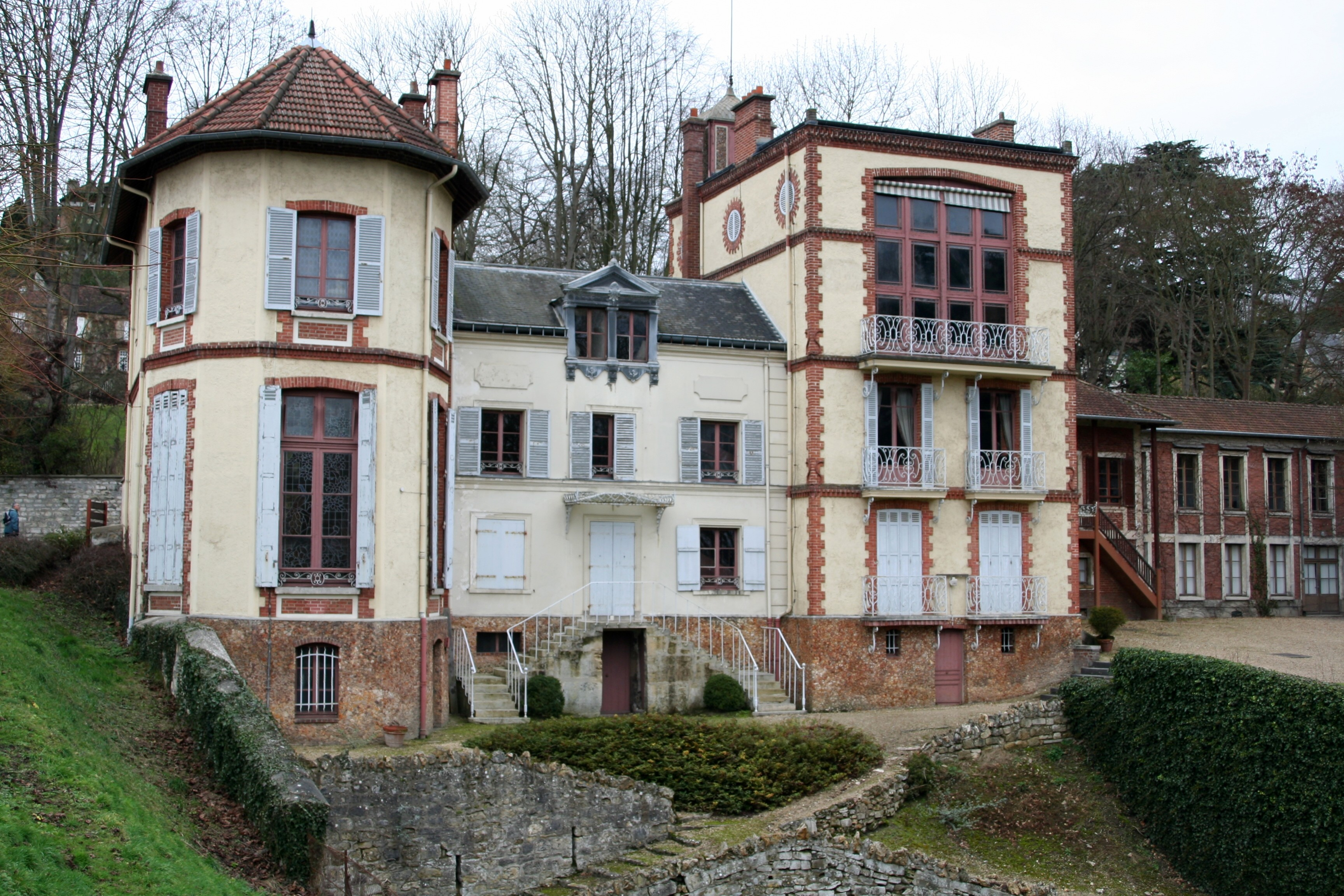
Maison Zola-Musée Dreyfus de Médan.

Un grave incident se produit tout à la fin de la cérémonie au Panthéon, puisqu'un journaliste anti-dreyfusard, Louis Grégori, ouvre le feu sur Alfred Dreyfus avec un revolver. 
Il ne le blesse que légèrement au bras.
Aujourd’hui, Émile Zola est considéré comme la figure phare du naturalisme, et comme l’un des plus grands écrivains français de tous les temps avec Victor Hugo. Depuis 1985, sa maison de Médan est devenue un musée : la Maison Zola-Musée Dreyfus bénéficie des labels Musée de France et Maisons des Illustres. Tous les premiers dimanche d’octobre, un pèlerinage est organisé par la Société littéraire des amis d’Émile Zola jusque dans les jardins de la propriété, le premier en 1903 initié par le gendre d'Émile Zola, Maurice Le Blond.

### Médiagraphie

#### Émission radiophonique
- « Zola assassiné ? », 20 janvier 2016 dans L'Heure du crime de Jacques Pradel, sur RTL.